# Метрополітен Чанчжоу
Метрополітен Чанчжоу (кит.: 常州地铁) — лінія метрополітену в місті Чанчжоу, провінція Цзянсу, КНР.

## Історія
Будівництво метрополітену в місті розпочалося наприкінці жовтня 2014 року. Початкова дільниця першої лінії в складі 29 станцій була відкрита у вересні 2019 року.

## Лінії
Переважна більшість станцій в місті підземна, в системі лише 2 естакадних станції. Всі станції задля безпеки пасажирів обладнані платформними розсувними дверима.
| №       | Дата відкриття  | Останнє продовження | Кількість станцій | Кінцеві станції             | Довжина в км | Кількість підземних станцій |
| ------- | --------------- | ------------------- | ----------------- | --------------------------- | ------------ | --------------------------- |
| Лінія 1 | 21 вересня 2019 | —                   | 29                | «Forest Park» — «Nanxiashu» | 34,2 км.     | 27                          |

## Розвиток
Станом на липень 2020 року в місті йде активне будівництво другої лінії завдовжки понад 19 км. з 15 підземними станціями. У майбутньому система метрополітену міста складатиметься з 6 ліній загальною довжиною приблизно 208 км.

## Галерея

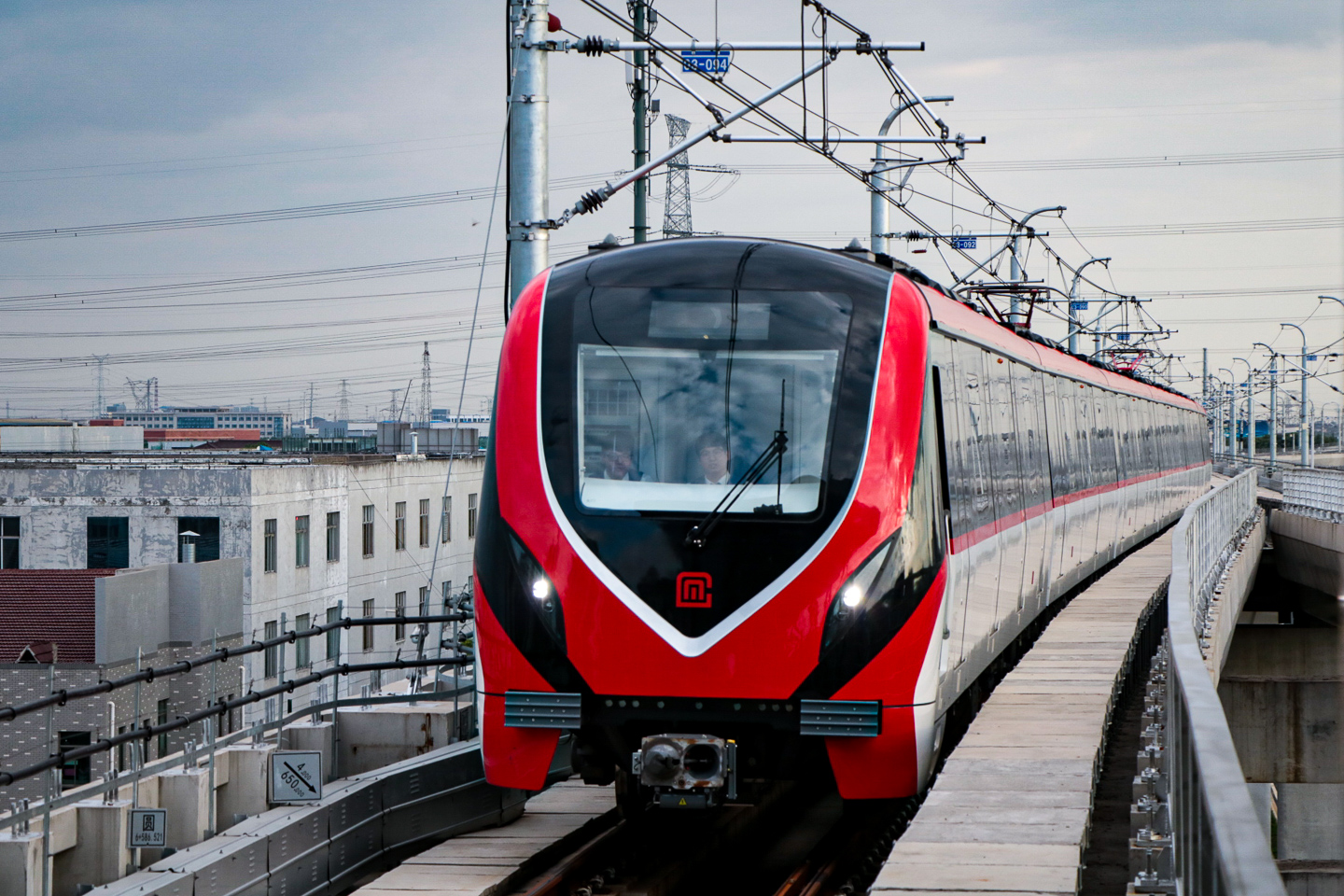
Потяг на естакадній дільниці
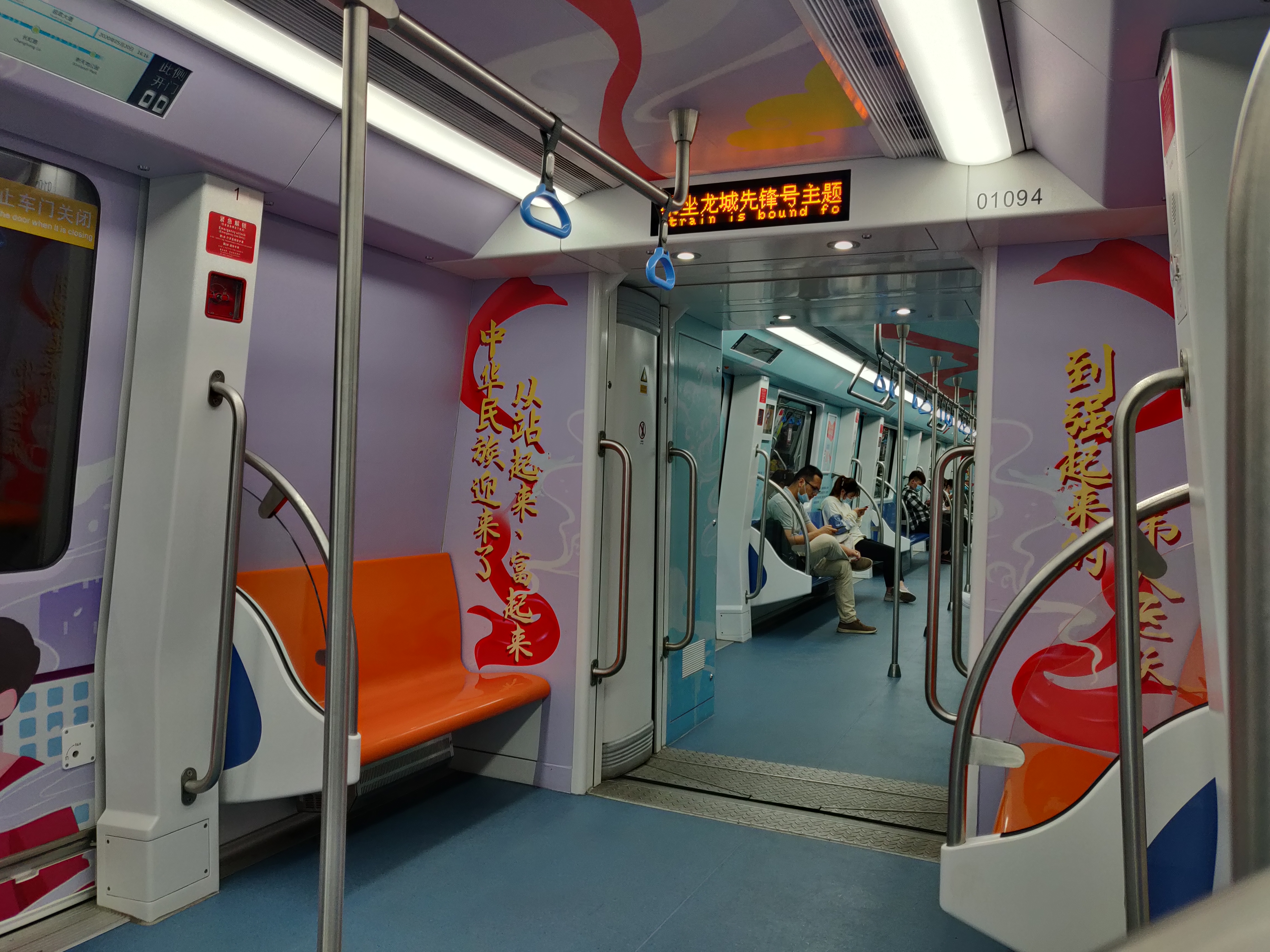
Всередині потягу